# Сее (муниципалитет)
Сее́ (исп. Seyé) — муниципалитет в Мексике, штат Юкатан, с административным центром в одноимённом посёлке. Численность населения, по данным переписи 2010 года, составила 9276 человек.

## Общие сведения
Название Seyé c майянского языка можно перевести как: низкая лестница.
Площадь муниципалитета равна 178 км², что составляет 0,45 % от общей площади штата, а наивысшая точка — 10 метров над уровнем моря.
Он граничит с другими муниципалитетами Юкатана: на севере с Тишпеуалем и Тишкокобом, на востоке с Тахмеком и Хокабой, на юге с Кусамой, и на западе с Акансехом.

## Учреждение и состав
Муниципалитет был образован в 1921 году, в его состав входит 13 населённых пунктов, самые крупные из которых:
| Код INEGI                  | Населённый пункт                                                         | Численность населения (2005 год) | Численность населения (2010 год) |
| -------------------------- | ------------------------------------------------------------------------ | -------------------------------- | -------------------------------- |
| 067                        | Всего                                                                    | 8997                             | 9276                             |
| 0001                       | Сее (исп. Seyé) 20°50′14″ с. ш. 89°22′19″ з. д. (административный центр) | 8080                             | 8369                             |
| 0046                       | Холактун (исп. Holactún) 20°52′32″ с. ш. 89°19′45″ з. д.                 | 616                              | 617                              |
| 0003                       | Сан-Бернардино (исп. San Bernardino) 20°53′34″ с. ш. 89°23′56″ з. д.     | 233                              | 231                              |
| 0026                       | Болонишан (исп. Bolonixán) 20°53′47″ с. ш. 89°24′39″ з. д.               | 45                               | 40                               |
| —                          | Прочие                                                                   | 23                               | 19                               |
| Названия на карте Генштаба |                                                                          |                                  |                                  |

## Экономика
По статистическим данным 2000 года, работоспособное население занято по секторам экономики в следующих пропорциях:
- производство и строительство — 43,4 %;
- торговля, сферы услуг и туризма — 37,7 %;
- сельское хозяйство и скотоводство — 17,8 %;
- безработные — 1,1 %.

## Инфраструктура
По статистическим данным 2010 года, инфраструктура развита следующим образом:
- протяжённость дорог: 80,3 км;
- электрификация: 97,3 %;
- водоснабжение: 87,5 %;
- водоотведение: 51,6 %.

## Достопримечательности
В муниципалитете можно посетить посетить церковь Святого Варфоломея, построенную в колониальную эпоху.

## Фотографии

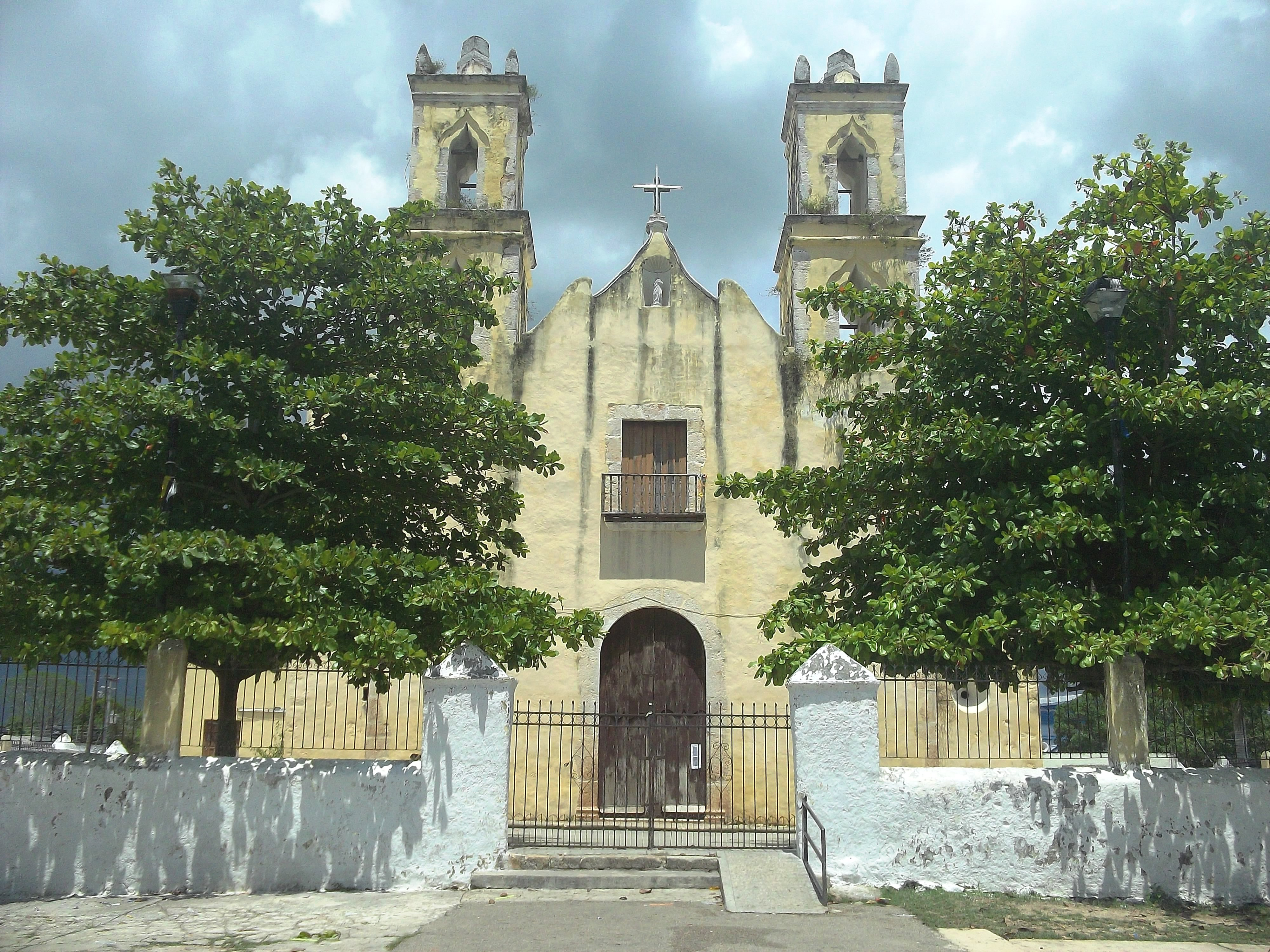
Церковь в Сее
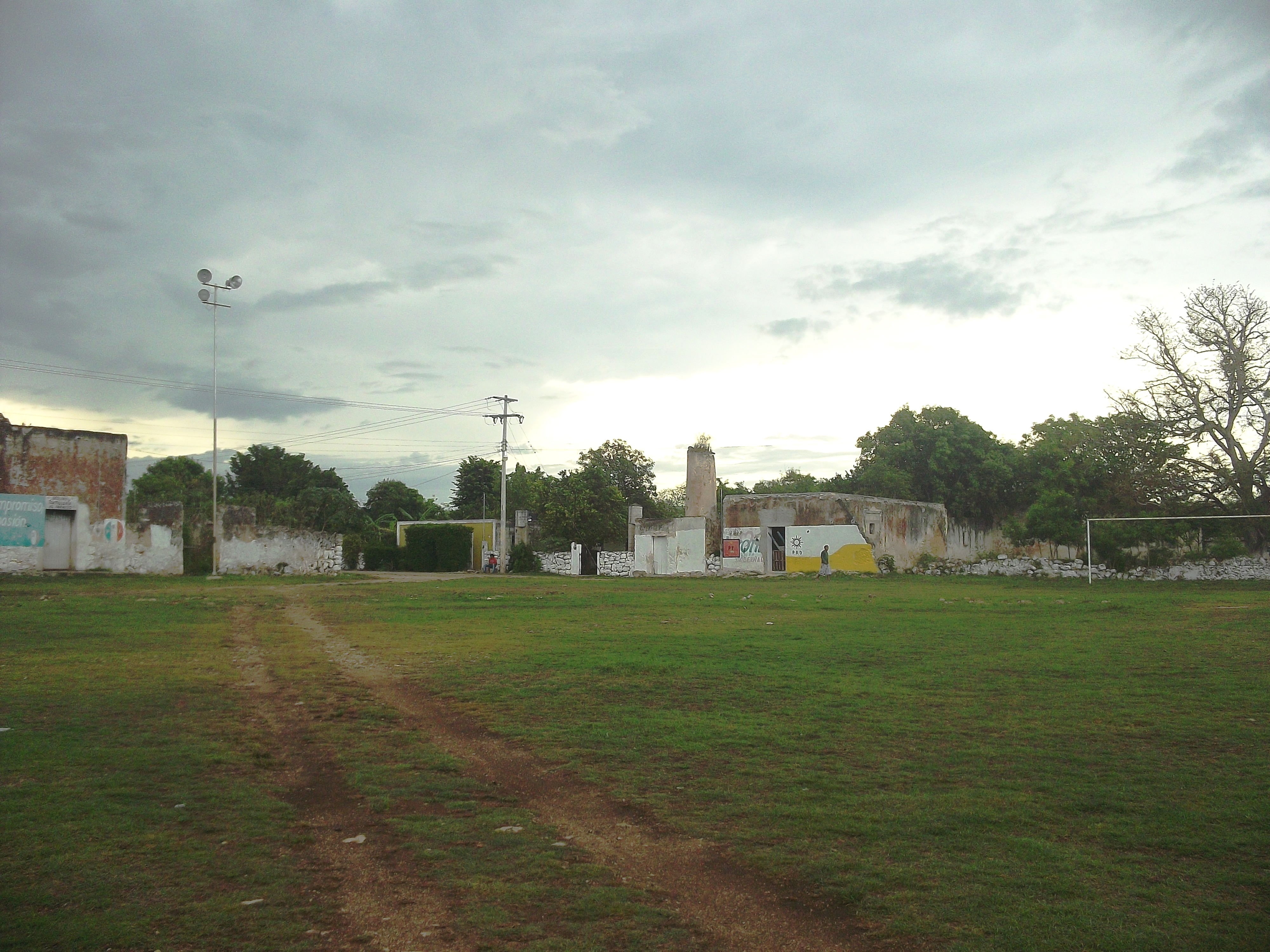
Деревня Холактун
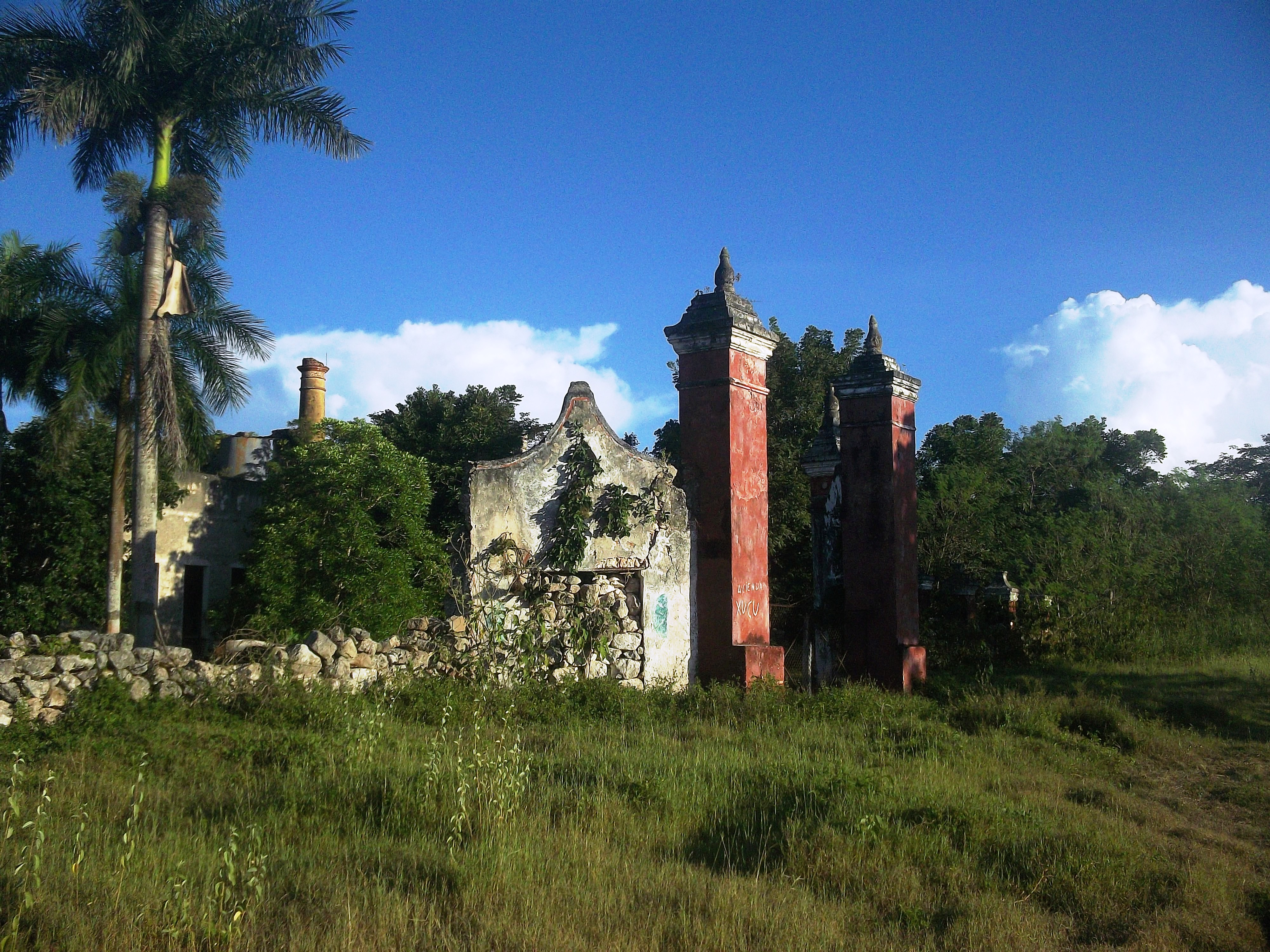
Бывшая асьенда Хуку